# Los Molinos
Los Molinos és un municipi de la Comunitat de Madrid situat al costat de la via romana de la Fuenfría. Disposa d'una estació de Rodalies Madrid pertanyent a la línia C-8b. El municipi va estar antany vinculat a Real de Manzanares des de temps d'Alfons el Savi. Deu el seu nom a la fabricació de farina que es realitzava en els nombrosos molins de la localitat.